# CRYBB2
CRYBB2‏ (Crystallin beta B2) هوَ بروتين يُشَفر بواسطة جين CRYBB2 في الإنسان.